# Aéroport de Tshimpi
Aérodrome de Matadi
L'aérodrome de Tshimpi (ou aérodrome de Matadi) est un aérodrome situé à Matadi en République démocratique du Congo (code IATA : MAT • code OACI : FZAM). Il se trouve en rive droite du fleuve Congo, face à la ville et à proximité de Vivi. 
L’accessibilité à la plateforme est assurée par un tronçon de 4km à partir de la nationale N1.
la construction de l’aéroport national de matadi/Tshimpi a commencé en 1952 s’est terminée en 1954, inaugurée en 1955 par avion DC4 DAKOTA avec à son bord le Roi Baudouin 

## Situation
| Bandundu Basango Mboliasa Bunia Gbadolite Gemena Goma Ilebo Kalemie Kananga Kikwit Kindu Kinshasa-Ndjili Kinshasa-N'Dolo Kisangani Kolwezi Lodja Lubumbashi Matari Matadi Mbandaka Mbuji Mayi Nioki Tshikapa Tshumbe |

## Compagnies et destinations
| Compagnies | Destinations    |
| ---------- | --------------- |
| Kin Avia   | Kinshasa N'dolo |